# Хаснат Хан
Хаснат Ахмад Хан (роден на 1 април 1958 г.) е британско-пакистански сърдечен и белодробен хирург. Той е известен с романтичната си връзка с Даяна, принцесата на Уелс, която продължава от 1995 до 1997 г.

## Ранен живот и образование
Хан е роден на 1 април 1958 г. в Джелум, град в провинция Пенджаб в Пакистан, в семейство на Мохманд Пущун. Хан е най-големият от четири деца. Баща му Рашид Хан, възпитаник на Лондонското училище по икономика, управлява фабрика за стъкло. Хаснат Хан е далечен братовчед на Имран Хан, бивш министър-председател на Пакистан.

## Кариера
До 1991 година Хан работи в Сидни, Австралия, след което започва работа в Лондон. Той е работник в Royal Brompton Hospital в Лондон от 1995 до 1996 година, след което стартира кариера в London Chest Hospital. От 2000 г. той работи в болницата St Bart's, а след това работи в болница Harefield. През месец ноември 2007 г. Хан подава оставка от поста си и започва да ръководи кардиологичната болница в Малайзия. От месец август 2013 година Хан работи като консултант кардиоторакален хирург в университетската болница Базилдън.

## Личен живот

### Връзка с принцесата на Уелс
Хан има двегодишна връзка с Даяна, принцесата на Уелс, за която се говори, че го е описва като „г-н Прекрасен“. През май 1996 г. Даяна посещава семейство Хан в Лахор. Според иконома на Даяна Пол Бърел, който в показания при разследването ѝ през 2008 г. казва, че Даяна описва Хан като своя сродна душа. Даяна прекратява връзката си с Хан през юли 1997 г.
Съобщава се, че приятелите на Даяна са описали Хаснат като „любовта на живота ѝ“ и са говорили за страданието ѝ, когато той е прекратил връзката им. Той обаче казва, че се въздържа да говори колко много може да е означавал за нея или дори колко много е означавала тя за него. Хан присъства на погребалната церемония на Даяна в Уестминстърското абатство през септември 1997 г.
Сърдечният хирург казва на полицията през 2004 г., че се съмнява, че тя е била бременна, когато е починала, тъй като винаги е приемала противозачатъчните си хапчета. През март 2008 г. Хан каза в писмено изявление към разследването на лорд съдия Скот Бейкър относно смъртта на Даяна, че връзката им е започнала в края на лятото на 1995 г. и че въпреки че са говорили за брак, той е смятал, че неизбежното медийното внимание „ще бъде ад“. Хан казва също, че вярва, че автомобилната катастрофа, причинила смъртта на Даяна, е трагичен инцидент.

### Брак
Хан се жени за 28-годишната Хадия Шер Али в Пакистан, произхождаща от афганистански кралски род, през май 2006 г. През юли 2008 г. Хан и Али подават молба за развод в местния арбитражен съвет в Исламабад. В момента Хаснат Хан е женен за Соми Сохайл.

## В медиите
Връзката между Хан и Даяна, принцесата на Уелс, е описана във филма Даяна (2013), режисиран от Оливър Хиршбигел и базиран на книгата на Кейт Снел Даяна: Последната ѝ любов (2001). Хан се играе от Навийн Андрюс, докато Даяна е изиграна от Наоми Уотс.
Кан е изигран от пакистанския актьор Хумаюн Саид в петия сезон на Короната.